# رابطة كرة القدم الأمريكية 1932
رابطة كرة القدم الأمريكية 1932 هو موسم من رابطة كرة القدم الأمريكية ‏. فاز فيه نيو بيدفورد ويلرز.